# インフェルノ (1980年の映画)
『インフェルノ』（原題：Inferno）は、映画『サスペリア』で成功を収めたイタリアの映画監督ダリオ・アルジェントが、その後アメリカ資本で作ったホラー映画（1980年）である。原作はトマス・ド・クインシーの『深き淵よりの嘆息』。『サスペリア』に続く「魔女3部作」の2作目とされる。

## ストーリー
ニューヨークに住むローズは、近所の骨董屋で『三母神』（THE THREE MOTHERS、三人の母）という本を見つける。そこに綴られていた建物に関する記述が、彼女が今暮らしているアパートのことであることがわかり、大いに興味を抱くようになる。
『三母神』の著者はバレリ。幾世紀前の建築家らしいその彼は3人の魔女のために家を建てたという。場所はフライブルク、ローマ、そしてニューヨーク。ローズはまさにその魔女「暗黒の母（マーテル・テネブラルム）」のために建てられた館に住んでいたのだ。彼女は、弟マークにそのことを知らせる手紙を投函した後、好奇心から自宅の地下室を調べ始めるが、そこには死体が……。

## キャスト
| 役名                                   | 俳優                           | 日本語吹き替え | 日本語吹き替え | 日本語吹き替え |
| 役名                                   | 俳優                           | TBS版          | テレビ東京版   |                |
| -------------------------------------- | ------------------------------ | -------------- | -------------- | -------------- |
| マーク・エリオット                     | リー・マクロスキー             | 池田秀一       | 小杉十郎太     |                |
| ローズ・エリオット                     | アイリーン・ミラクル           | 岡本茉利       | 高島雅羅       |                |
| キャロル                               | アリダ・ヴァリ                 | 藤夏子         | 谷育子         |                |
| カザニアン                             | サッシャ・ピトエフ             | 仁内達之       | 加藤精三       |                |
| エリーゼ・スタローン・フォン・アドラー | ダリア・ニコロディ             | 高島雅羅       | 榊原良子       |                |
| サラ                                   | エレオノラ・ジョルジ           | 島本須美       | 勝生真沙子     |                |
| 看護婦（暗黒の母）                     | ヴェロニカ・ラザール           | 有馬瑞香       | 小宮和枝       |                |
| 執事ジョン                             | レオポルト・マステローニ       | 秋元羊介       | 西村知道       |                |
| カルロ                                 | ガブリエル・ラヴィア           | 目黒裕一       | 江原正士       |                |
| アーノルド教授（バレリ博士）           | フェオドール・シャリアピン・Jr | 大久保正信     | 大木民夫       |                |
| 猫を抱いた女生徒                       | アニア・ピエローニ             | -              | -              |                |
| ナレーター（イタリア語版）             | ダリオ・アルジェント           |                |                |                |

- TBS版 - 初放送1986年03月27日 『木曜ロードショー（深夜映画枠）』※Blu-rayに収録

その他　城山堅、喜多川拓郎
- テレビ東京版 - 初放送1988年08月11日 『木曜洋画劇場』※Blu-ray&DVDに収録

その他　槐柳二、嶋俊介、仲木隆司、深見梨加

## スタッフ
監督・原作・脚本：ダリオ・アルジェント
製作：クラウディオ・アルジェント
撮影：ロマノ・アルバニ
編集：フランコ・フラティチェリ
音楽：キース・エマーソン
美術：ジュゼッペ・バッサン
衣裳：マッシモ・レンティーニ
特殊効果：マリオ・バーバ、ピノ・レオニ

## 日本語版制作スタッフ
TBS版『木曜ロードショー（深夜映画枠）』
演出：長野武二郎
翻訳：安西敏
制作：コスモプロモーション

テレビ東京版『木曜洋画劇場』
演出：田島荘三
翻訳：磯村愛子
調整：近藤勝之
効果：新音響
スタジオ：コスモスタジオ
制作担当：小嶋尚志（コスモプロモーション）
配給：ムービーテレビジョン
プロデューサー：石川博／中村豊志（テレビ東京）
制作：テレビ東京／コスモプロモーション
制作協力：武市プロダクション

## 映像ソフト
- DVD インフェルノ 廃盤

規格品番：FXBCC-1140
発売日：2007年10月05日
レーベル：20世紀フォックス ホーム エンターテイメント ジャパン
- DVD インフェルノ 廃盤

規格品番：KIBF-854
発売日：2011年02月09日
レーベル：キングレコード
- DVD インフェルノ（〇〇までにこれは観ろ!） 廃盤

厳選! 名作から珍品まで、超面白洋画50タイトルをお値打ち価格で一挙再発売!!
規格品番：KIBF-4054
発売日：2014年08月06日
レーベル：キングレコード
- BD インフェルノ 廃盤

規格品番：KIXF-4
発売日：2010年12月08日
レーベル：キングレコード
- BD インフェルノ HDリマスター・パーフェクト・コレクション

鬼才ダリオ・アルジェント監督が「サスペリア」に続いて放つ恐怖地獄篇・・・・・・。HDリマスターによるパーフェクト・コレクションBlu-rayで登場!
規格品番：HPXR-169
発売日：2017年10月03日
レーベル：Happinet